# Aveyronnaise Classic
L'Aveyronnaise Classic est un enduro se déroulant sur 3 jours dans tout le département de l'Aveyron. La distance totale est d'environ 700 km, avec une grande majorité de parcours tout-terrain.

## Histoire

### Étapes
| Édition | Départ                       | jour 1             | jour 2                | Arrivée                      |
| ------- | ---------------------------- | ------------------ | --------------------- | ---------------------------- |
| 2003    | Saint-Affrique               | Réquista           | Rignac                | Villefranche-de-Rouergue     |
| 2004    | Millau                       | Laguiole           | Rieupeyroux           | Réquista                     |
| 2005    | Réquista                     | Laissac            | Olemps                | Rieupeyroux                  |
| 2006    | Brommat                      | Bozouls            | Belmont-sur-Rance     | Sévérac-le-Château           |
| 2007    | Villefranche-de-Rouergue     | Rignac             | Sévérac-le-Château    | Laguiole                     |
| 2008    | Réquista                     | Belmont-sur-Rance  | Villefranche-de-Panat | Le Monastère                 |
| 2009    | Saint-Affrique               | Sévérac-le-Château | Espalion              | Brommat                      |
| 2010    | Luc-la-Primaube              | Réquista           | Sébazac               | Laguiole                     |
| 2011    | Le Monastère                 | Bozouls            | Aubin Cransac         | Villefranche-de-Rouergue     |
| 2012    | Rodez                        | Belmont-sur-Rance  | La Salvetat-Peyrales  | Saint-Affrique               |
| 2013    | Cransac-les-Thermes          | Salles-Curan       | Réquista              | Montlaur                     |
| 2014    | Rieupeyroux                  | La Fouillade       | Bozouls               | Sainte-Geneviève-sur-Argence |
| 2015    | Sainte-Geneviève-sur-Argence | Sévérac-le-Château | Villefranche-de-Panat | Sébazac-Concourès            |
| 2016    | Réquista                     | Salles-Curan       | Décazeville           | La Salvetat-Peyrales         |
| 2017    | Salles-Curan                 | Baraqueville       | Laguiole              | Espeyrac                     |
| 2018    | Laissac                      | Saint-Affrique     | Camarès               | La Cavalerie                 |
| 2019    | La Fouillade                 | Rieupeyroux        | Décazeville           | Villefranche-de-Rouergue     |
| 2020    | Entraygues-sur-Truyère       | Saint-Geniez-d'Olt | Luc-la-Primaube       | Vézins-de-Lévézou            |
| 2023    | Salles-Curan                 | Salles-Curan       | Belmont-sur-Rance     | Brasc                        |

### Palmarès
| Édition | Vainqueur         | 2e                     | 3e                  | 4e                   | 5e                |
| ------- | ----------------- | ---------------------- | ------------------- | -------------------- | ----------------- |
| 2003    | David Frétigné    | Sébastien Guillaume    | Freddy Blanc        | Marc Germain         | Fabien Planet     |
| 2004    | Emmanuel Albepart | David Frétigné         | Fabien Planet       | Eric Bernard         | Raphaël André     |
| 2005    | Emmanuel Albepart | Raphaël André          | Thierry Klutz       | Eric Bernard         | Daniel Obelisco   |
| 2006    | Fabien Planet     | Mickaël Pichon         | David Frétigné      | Emmanuel Albepart    | Julien Gauthier   |
| 2007    | Mickaël Pichon    | Fabien Planet          | Julien Gauthier     | Emmanuel Albepart    | David Frétigné    |
| 2008    | Johnny Aubert     | Fabien Planet          | Romain Boucardey    | Mickaël Metge        | Romain Cadillac   |
| 2009    | Fabien Planet     | Emmanuel Albepart      | Romain Cadillac     | Jean-François Goblet | Romain Boucardey  |
| 2010    | Marc Germain      | Pierre Alexandre Renet | Sylvain Lebrun      | Fabien Planet        | Romain Cadillac   |
| 2011    | Marc Germain      | Sylvain Lebrun         | Jérémy Tarroux      | Fabien Planet        | Romain Cadillac   |
| 2012    | Jérémy Tarroux    | Nicolas Deparrois      | Emmanuel Albepart   | Julien Gauthier      | Sylvain Lebrun    |
| 2013    | Jérémy Tarroux    | Marc Bourgeois         | Emmanuel Albepart   | Nicolas Deparrois    | Kévin Panis       |
| 2014    | Marc Bourgeois    | Jérémy Tarroux         | Emmanuel Albepart   | Sylvain Lebrun       | Julien Gauthier   |
| 2015    | Marc Bourgeois    | Jérémy Tarroux         | Emmanuel Albepart   | Nicolas Deparrois    | Julien Gauthier   |
| 2016    | Marc Bourgeois    | Johnny Aubert          | Jérémy Tarroux      | Jérémy Joly          | Romain Boucardey  |
| 2017    | Jeremy Tarroux    | Marc Bourgeois         | Emmanuel Albepart   | Alexis Beaud         | Vincent Gautie    |
| 2018    | Johnny Aubert     | Julien Gauthier        | Jérémy Miroir       | Kévin Panis          | Kirian Mirabet    |
| 2019    | Jamie Mac Canney  | Christophe Nambotin    | Jeremy Tarroux      | Julien Gauthier      | Emmanuel Albepart |
| 2020    | Jamie Mac Canney  | Andrea Verona          | Christophe Nambotin | Julien Gauthier      | Jeremy Tarroux    |
| 2023    | Andrea Verona     | Jérémy Tarroux         | Loïc Larrieu        | Valerian Debaud      | Antoine Basset    |